# Ху На
Ху На (кит. 胡娜; 16 апреля 1963, Чэнду) — китайская спортсменка-теннисистка, в 1982 бежавшая из КНР в США. Получила в США политическое убежище. Инцидент с побегом вылился в серьёзный американо-китайский дипломатический конфликт. До 1991 занималась профессиональным теннисом, участвовала в турнирах Женской теннисной ассоциации и Турнирах Большого шлема. По окончании спортивной карьеры перебралась в Китайскую Республику (на Тайвань), где занялась спортивной журналистикой, тренерской работой и живописью.

## Спортсменка в КНР
Родилась в семье потомственных спортсменов. Дед Ху На был теннисистом, отец — баскетболистом. С семилетнего возраста играла в теннис, выигрывала местные первенства в Сычуани, затем в Пекине. Была включена в состав женской сборной КНР. Считалась фавориткой партийно-государственных руководителей, играла в теннис с вице-премьером Госсовета КНР Вань Ли.
Впоследствии Ху На рассказывала, что спортивное начальство требовало от неё вступления в Компартию Китая и соответствия идеологическим установкам марксизма-ленинизма. Девушка не хотела этого — подобно своему деду, который был отстранён от тренерской работы за отказ вести коммунистическую пропаганду среди спортсменов.

## Побег в США
В июле 1982 женская теннисная команда КНР прибыла на соревнования в Калифорнию. 16 июля 1982 Ху На бежала из отеля в Санта-Кларе, скрылась в доме местных друзей и вскоре обратилась с просьбой о политическом убежище в США.
По словам Ху На, её вдохновил пример Мартины Навратиловой, бежавшей в США из ЧССР. Среди мотивов побега были не только политические, но и спортивные — Ху На видела для себя широкие перспективы в американском профессиональном теннисе.
Власти КНР резко возражали против предоставления Ху На политического убежища. Они обещали не преследовать Ху На при её возвращении в КНР и дали понять, что в противном случае она обречена на разъединение с семьёй (увидеть родителей Ху На смогла только в 1990, когда им разрешили поездку в США).
С соответствующим обращением выступил заместитель председателя ЦК КПК Дэн Сяопин, в то время высший руководитель КНР. Однако президент Рейган ответил, что «скорее удочерит Ху На, чем отдаст в красный Китай». 5 апреля 1983 Министерство юстиции США официально предоставило Ху На политическое убежище.
Восьмимесячная затяжка с решением объяснялась серьёзными сомнениями в Госдепартаменте. Дипломаты предвидели ухудшение отношений с КНР, нормализованных лишь несколькими годами ранее. Китайские власти выступили с резкими протестами, заморозили культурные и спортивные контакты. Побег Ху На получил широкий резонанс и нанёс сильный удар по престижу КПК (по некоторым данным, китайская сторона зондировала вариант иммиграции Ху На в США с любой другой формулировкой, кроме «политического убежища»).
Однако долгосрочных политических последствий «инцидент Ху На» не имел. После визита Рейгана в Китай весной 1984 американо-китайские отношения были в целом нормализованы.

## Профессиональная теннисистка
Натурализовавшись в США, Ху На занялась профессиональным теннисом. Участвовала в турнирах Женской теннисной ассоциации и Турнирах большого шлема. Лучшего результата достигла в Уимблдонском турнире 1985. В 1990 вошла в «топ-50» теннисисток в парных соревнованиях. В общей сложности одержала 75 побед при 97 поражениях в одиночном разряде и 45 побед при 67 поражениях в парном разряде.
В 1991 Ху На получила травму и оставила профессиональный спорт.

## Тайваньская художница
В 1992 Ху На переехала Китайскую Республику (на Тайвань) и поселилась в Тайбэе. Работала спортивным комментатором по теннису на телеканале ESPN. Тренировала теннисисток Китайского Тайбэя, в том числе первую ракетку мира в парном разряде, победительницу Уимблдонского турнира и Открытого чемпионата Франции Се Шувэй.
На Тайване Ху На занимается также живописью. Автор более ста художественных работ, преимущественно в жанре пейзажа с религиозными обертонами.
После 1990 Ху На неоднократно бывала на материковом Китае — устраивала свои выставки, встречалась с семьёй. Отношение к ней в КНР неоднозначно, наряду с пониманием и симпатией часто встречаются крайне негативные отзывы.
Биография Ху На сравнивается с биографией другой известной китайской теннисистки Ли На — с выводом: «Судьба личности зависит от судьбы нации».